# 日本の特撮テレビ番組一覧
- 日本のテレビ番組一覧 > 日本の特撮テレビ番組一覧
- 特撮テレビ番組一覧 > 日本の特撮テレビ番組一覧

日本の特撮テレビ番組一覧（にほんのとくさつテレビばんぐみいちらん）は、日本国内で放送された特撮テレビ番組の一覧。作品数が膨大であり、放送開始年代別の一覧となっている。

## 放送開始年代別
- 日本の特撮テレビ番組一覧 (1950年代-1960年代)
- 日本の特撮テレビ番組一覧 (1970年代)
- 日本の特撮テレビ番組一覧 (1980年代)
- 日本の特撮テレビ番組一覧 (1990年代)
- 日本の特撮テレビ番組一覧 (2000年代)
- 日本の特撮テレビ番組一覧 (2010年代)
- 日本の特撮テレビ番組一覧 (2020年代)